# Wang Siyu
Wang Siyu (xinès simplificat: 王思雨, pinyin: Wáng Sīyǔ; Haiyang, Shandong, 16 d'octubre de 1995) és una jugadora de bàsquet xinesa. Activa des del 2013, va representar la Xina a la Copa del Món de bàsquet femení FIBA de 2018, i 2022, on el seu joc a les semifinals contra l'amfitriona Austràlia va ser crucial per arribar a la final.